# هاینتس هارمل
هاینتس هارمل (به آلمانی: Heinz Harmel) (۲۹ ژوئن ۱۹۰۶ – ۲ سپتامبر ۲۰۰۰) یک نظامی بلندپایه آلمانی در دوره رایش سوم بود.
وی در سال ۱۹۰۶ زاده شد. در ۱۹۳۵ به اس‌اس-وی‌تی پیوست و در نبرد فرانسه، نبرد بالکان و عملیات بارباروسا حضور داشت. در دسامبر ۱۹۴۱ فرماندهی هنگ پیاده‌نظام «دویچلانت» اس‌اس را به دست گرفت. در ۱۵ مارس ۱۹۴۳ در تسخیر خارکوف شرکت داشت و پس از آن موفق به دریافت صلیب شوالیه صلیب آهنین شد. در آوریل ۱۹۴۴ فرماندهی لشکر دهم زرهی اس‌اس فروندسبرگ را بر عهده گرفت.
در تابستان ۱۹۴۴ به جبهه غربی فرستاده شد. وی در جریان نبرد نرماندی سعی داشت تا با شکستن خطوط دشمن، یگان‌های آلمانی ارتش هفتم ورماخت را از محاصره خارج کنند. اما عملیات او شکست خورد. سپس به هلند فرستاده شد و در آن‌جا در تلاش برای ناموفق گذاردن متفقین در عملیات مارکت گاردن شرکت داشت. پس از شکست عملیات مارکت گاردن به آلزاس فرستاده شد. پس از شکست در دفاع از آلزاس در دسامبر ۱۹۴۴ و ژانویه ۱۹۴۵ به جبهه شرقی فرستاده شد و در پومرانی و براندنبورگ جنگید. پس از آن به گروه ارتش مرکز فرستاده شد و به او دستور داده شد تا به ضدحمله علیه نیروهای ایوان کونیف دست بزند. هارمل امتناع کرد و توسط فردیناند شورنر کنار گذاشته شد. وی در پایان جنگ فرماندهی گروهی از افسران مدرسه افسران اس‌اس در گراتس و چند واحد کوچک دیگر را بر عهده داشت. وی در نهایت در اتریش تسلیم نیروهای بریتانیایی شد.

## نشان‌ها و جوایز
- صلیب آهنین (۱۹۳۹) درجه دو (۳۰ می ۱۹۴۰) و درجه یک (۱ ژوئن ۱۹۴۰)
- صلیب آلمانی طلایی (۲۹ نوامبر ۱۹۴۱)
- صلیب شوالیه صلیب آهنین با برگ‌های بلوط و شمشیرها:
  - صلیب شوالیه (۳۱ مارس ۱۹۴۳)
  - برگ‌های بلوط (۷ سپتامبر ۱۹۴۳)
  - شمشیرها (۱۵ نوامبر ۱۹۴۴)